# Tiêu Đĩnh
Tiêu Đĩnh (chữ Hán: 焦挺; bính âm: Jiāo Tǐng), ngoại hiệu Một Diện Mục (chữ Hán: 沒面目; tiếng Anh: Faceless; tiếng Việt: Chả ai biết) là một nhân vật hư cấu trong tiểu thuyết văn học cổ điển Trung Hoa Thủy Hử. Tiêu Đĩnh xếp thứ 98 trong 108 vị đầu lĩnh Lương Sơn Bạc và xếp thứ 62 trong 72 vị sao Địa Sát, được sao Địa Ác Tinh (chữ Hán: (地惡星; tiếng Anh: Evil Star) chiếu mệnh.

## Xuất thân
Vốn sinh ra trong một gia đình ba đời truyền nghề đánh vật tại phủ Trung Sơn, Tiêu Đĩnh được chân truyền từ gia đình những bí kiếp về đánh vật gia pháp nhưng bị cấm đem ra truyền dạy người ngoài những ngón nghề vật này. Tiêu Đĩnh vốn không giao du với ai nên thường được biết đến với ngoại hiệu Chả ai biết.

## Gia nhập Lương Sơn Bạc

### Đánh bại Lý Quỳ
Để kiếm sống, Tiêu Đĩnh quyết định tìm gặp và nhập đảng Bào Húc, một đầu đảng thảo khấu tòa núi Khô Thụ, Khấu Châu . Trên đường đi qua Lăng Châu , Tiêu Đĩnh tình cờ bên đường nhìn Lý Quỳ, khi ấy vì giận dỗi Tống Giang mắng la không cho mình đi sau Quan Thắng đánh hai tướng triều đình được cử đi trừ Lương Sơn Bạc là Đan Đình Khuê và Ngụy Định Quốc, đang qua đường. Lý Quỳ giận bèn xông vào đánh Tiêu Đĩnh nhưng với món quyền gia truyền của mình, Tiêu Đĩnh dễ dàng đá Lý Quỳ lăn xuống đường.

### Cứu Tuyên Tán cùng Hác Tư Văn
Phục ngón quyền của Tiêu Đĩnh, Lý Quỳ hỏi thăm về Tiêu Đĩnh và mời Tiêu Đình cùng mình về và gia nhập Lương Sơn Bạc, Tiêu Đĩnh nghe danh Cập Thời Vũ Tống Công Minh từ lâu đã có ý này nhưng vì không gặp ai giới thiệu, nay gặp được Lý Quỳ thì lập tức nhận lời ngay. Trước khi về Lương Sơn Bạc, Lý Quỳ bàn cùng Tiêu Đĩnh ghé thăm núi Khô Thụ, thuyết phục và được Bào Húc chấp thuận về Lương Sơn Bạc với mình. Trong lúc đó, tại Lăng Châu, quân triều đình bắt được hai vị đầu lĩnh Lương Sơn Bạc xung phong đánh trận là Tuyên Tán cùng Hác Tư Văn. Khi đoàn xe tù đi ngang qua núi Khô Thụ, Lý Quỳ, Tiêu Đĩnh, Bào Húc cùng lâu la đánh và giải cứu Tuyên Tán cùng Hác Tư Văn.

### Tham gia đánh Lăng Châu
Theo lời đề nghị của Hác Tư Văn, mọi người dẫn binh mã từ núi Khô Thụ cùng phụ giúp Quan Thắng đánh quan quân triều đình tại Lăng Châu thay vì về Lương Sơn Bạc. Trong lần Ngụy Định Quốc ra ngoài thành Lăng Châu đánh Quan Thắng, Lý Quỳ dẫn đầu nhóm núi Khô Thụ đến phía bắc thành Lăng Châu cướp kho đạn, phóng hỏa đốt nhà dẫn đến việc Ngụy Định Quốc đành bỏ thành Lăng Châu lui về huyện Trung Lăng để lánh nạn và sau này được Đan Đình Khuê thuyết phục, cũng theo về gia nhập Lương Sơn Bạc.

## Chức vụ
Khi phân định ngôi thứ ở Lương Sơn Bạc, Tiêu Đĩnh xếp thứ 98 trong 108 vị đầu lĩnh Lương Sơn Bạc và xếp thứ 59 trong 72 vị sao Địa Sát, chức Bộ Quân Tướng Hiệu (步軍将校), là một trong những đầu lĩnh chuyên cai quản bộ binh trong quân Lương Sơn Bạc.

## Sau khi chiêu an và tử trận
Sau khi nhận chiêu an, Tiêu Đĩnh cùng các đầu lĩnh Lương Sơn Bạc tham gia các chiến dịch bình quân Liêu, các lực lượng khác chống đối triều đình nhà Tống.
Tại hồi 109, trong chiến dịch bình Phương Lạp, tại trận tiến đánh trừ tướng Phương Lạp là Vương Khánh tại châu Nam Phong, Tiêu Đĩnh chém chết hai mãnh tướng quân Phương Lạp là Lưu Dĩ Kính và Thượng Quan Nghĩa khi quân Phương Lạp đại bại trước sức tấn công ồ ạt từ phía Lương Sơn Bạc.
Tại hồi 111, tại trận Nhuận Châu , khi quân Lương Sơn Bạc xáp chiến với quân Phương Lạp, ba đầu lĩnh Lương Sơn Bạc là Tống Vạn, Tiêu Đĩnh và Đào Tông Vượng, kẻ thì bị trúng tên, người ngã ngựa bị loạn quân xéo chết.
Tại hồi 119, khi ban thưởng và sắc phong các đầu lĩnh Lương Sơn Bạc sau chiến dịch bình Phương Lạp, là một trong 45 phó tướng tử trận, Tiêu Đĩnh được sắc phong tước là Nghĩa Tiết Lang (義節郎 - Righteous Gentleman of Grace).

## Trong Đãng Khấu Chí
Tại hồi 31, Đổng Bình, Bào Húc và Tiêu Đĩnh được lệnh trấn thủ Tào Châu. Đổng Bình ngày đêm luyện tập binh mã, đề phòng quan quân tiến đến, hết sức cảnh giác, cắt cử lính canh phòng, tự mình đốc thúc, năm ngày không cởi giáp. Hôm sau, Kim Thành An dẫn quân Tế Nam đến hòng đoạt lại Tào Châu. Hai bên giao chiến hơn 20 hiệp không phân thắng bại, hôm sau nữa giao chiến thì Tiêu Đĩnh bị bắt.
Thế rồi Kim Thành An được Vi Dương Ẩn giúp sức, liền đem quân kiêu chiến liên tục nhục mạ, đem Tiêu Đĩnh lột sạch quần áo rồi kéo ra trước trận. Đổng Bình không nhịn nổi, vác song thương ra đánh. Vi Dương Ẩn xông lên kiêu chiến. Hai bên đánh nhau hơn 60 hiệp, đường thương xuất quỷ nhập thần, không phân thắng bại. Thế rồi Thành An cũng tham chiến, Đổng Bình vẫn bình tĩnh đánh với 2 tướng. Thành An chặn thương tả của Đổng Bình, Đổng Bình dùng thương hữu đánh với Dương Ẩn, bỗng Thành An dương cao mũi thương đâm vào cổ Đổng Bình, Đổng Bình vội dùng thương bên trái gạt ra, mũi thương của Thành An đánh thốc vào trán Đổng Bình, máu chảy ròng ròng. Thừa thế, thương của Vi Thương Ẩn đánh gạt thương ngọn thương phải của Đổng Bình, đâm thẳng vào bụng, mũi thương của Thành An thuận đà lao vào ngực, hai thương cùng lúc đánh vào. Thương thay Song thương tướng hào hoa phong lưu, dày dặn chinh chiến nay bỏ mình cũng vì song thương.
Quân lính trên thành thấy Đổng Bình đã chết, hoảng loạn xin hàng. Bào Húc dẫn mấy chục thiết kỵ chạy ra cánh đồng. Tào Châu thất thủ, Tiêu Đĩnh bị giải lên Đô sảnh viện cùng bị chém đầu với Quách Thịnh.